# Collégiale Saint-Nicolas de Nogaro
La collégiale Saint-Nicolas de Nogaro est une ancienne collégiale située sur la commune de Nogaro dans le département du Gers en région Midi-Pyrénées.

## Historique
La construction de la collégiale Saint-Nicolas est le résultat de l'action de l'évêque d'Auch, saint Austinde, à Nogaro à partir de 1049-1050.
Souhaitant y construire une demeure de plaisance, il acheta au comte d'Armagnac Bernard II Tumapaler, une partie du domaine qu'il possédait à Nogaro. Le comte mit comme condition à cette vente que le domaine acheté appartiendrait à l'église Sainte-Marie d'Auch mais pas à l'archevêque. La transaction eut lieu le 4 mai 1052.
 Avant cette date, il avait acheté à Guillaume-Raymond son alleu à Nogaro pour construire une chapelle. Cependant le comte d'Armagnac refusa de confirmer cette vente tant que l'archevêque n'aurait pas renoncé à ses droits sur l'église de Saint-Mont où le comte voulait fonder un monastère. Cette vente trouva sa solution en même temps, le 4 mai 1052, en permettant que l'église de Saint-Mont perçoive le tiers des sommes reçues au cours des quêtes et des aumônes dans la chapelle.
Sur le territoire des domaines qu'il venait d'acquérir, l'archevêque put créer une ville qu'il plaça sous la protection de la Vierge Marie. Il entreprit la construction d'une église dédiée à saint Nicolas.
La consécration solennelle de l'église eut lieu le 28 juillet 1060, d'après l'abbé Breuils, en présence d'évêques, d'abbés et autres personnalités venus de toute la Gascogne. On avait transporté dans l'église les bustes reliquaires de saint Luperc, de saint Mamet (voir église Saint-Mamet), de saint Clair et de saint Austrégésile. Le comte d'Armagnac, son épouse et ses fils firent devant l'autel de l'église le serment de ne jamais exiger de droit sur Nogaro.
Les archevêques d'Auch réunirent dans leur villa de Nogaro des conciles provinciaux en 1060, 1141, 1154, 1240, 1303 et 1315.
Saint Austinde aurait été à l'origine de la transformation de l'église en collégiale avec des chanoines réguliers avec la construction du cloître. L'introduction de la règle de saint Augustin a dû se faire plus tard. En 1195, le chapitre de Nogaro était affilié au chapitre de la cathédrale d'Auch.
En 1231, l'archevêque Amanieu Ier réduisit le nombre de chanoines à douze, avec un doyen, un sacristain et un custode avec bénéfices perpétuels, et quatre prébendiers séculiers.
Les troupes protestantes de Montgomnery s'emparèrent de Nogaro, le 23 octobre 1569. Ils dévastèrent l'église, des piles et des voûtes sont détruites.
En 1634, une première restauration consista à mettre en place un lambris. Les voûtes sont reconstruites en 1662.
En 1672 il y a encore treize chanoines à l'église de Nogaro.

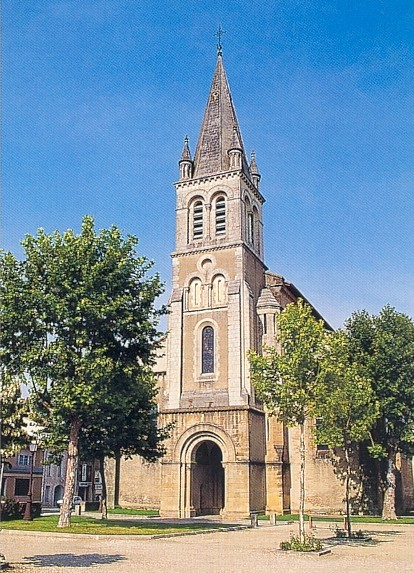
Le clocher reconstruit en 1889

L'église a été modifiée au XIXe siècle dans un style d'une particulière indigence, selon l'opinion de Marcel Durliat. Ces transformations ont fait l'objet de deux campagnes :
- en 1862 : après l'enlèvement des stalles, on a restauré les colonnes, les chapiteaux. Le peintre d'Agen, Tartas, a repeint les absides dans un style "roman". Des vitraux ont été replacés au chevet, réalisés par l'atelier Méréchal de Metz et l'atelier Thibaud à Clermont. Pour finir, on a posé une plaque commémorative à "Napoleone gloriose regnate".
- en 1878 : on demande une étude à l'architecte Hippolyte Durand, qui venait de réaliser la basilique de l'Immaculée-Conception de Lourdes, un projet d'agrandissement de l'église. Les travaux n'ont été réalisés qu'en 1889 par l'architecte Métivier. Le vaisseau central a été légèrement allongé, on couvrit les nefs latérales de voûtes légères en briques creuses qui s'effondrèrent et durent être refaites pendant la Première Guerre mondiale. On remplaça le clocher qui avait été fait au XVIIe siècle par "un nouveau clocher et un nouveau portail occidental, d'une rare indigence". Pour recréer ce qu'on croyait le style roman, on modifia la couverture qui était avec un toit à deux versants par une couverture indépendante pour la nef centrale et les collatéraux. Pour ce faire, on changea la hauteur des murs, remontant ceux de la nef centrale et abaissant ceux des collatéraux, et on détruisit le couronnement ancien de l'église qui était fortifiée. À l'époque romane, on avait prévu des escaliers à vis ménagés entre l'abside et les absidioles pour permettre aux habitants d'accéder aux voûtes de l'église pour y trouver un abri. Le chevet a aussi été restauré, mais avec plus de discrétion.

Les restaurations entreprises en 1995 ont permis de mettre au jour d'importantes fresques romanes d'une grande qualité dans les absidioles. L'analyse des pigments révèle l'emploi d'ocres, d'aérinite (bleu-vert très employé de l'autre côté des Pyrénées) et de lapis-lazuli.
- absidiole nord : vie de saint Laurent, qui se déploie sur deux registres, les actions du saint au-dessus, son martyre en dessous.
- absidiole sud : sur la voûte en cul-de-four, le Christ en majesté dans une mandorle entouré du tétramorphe.

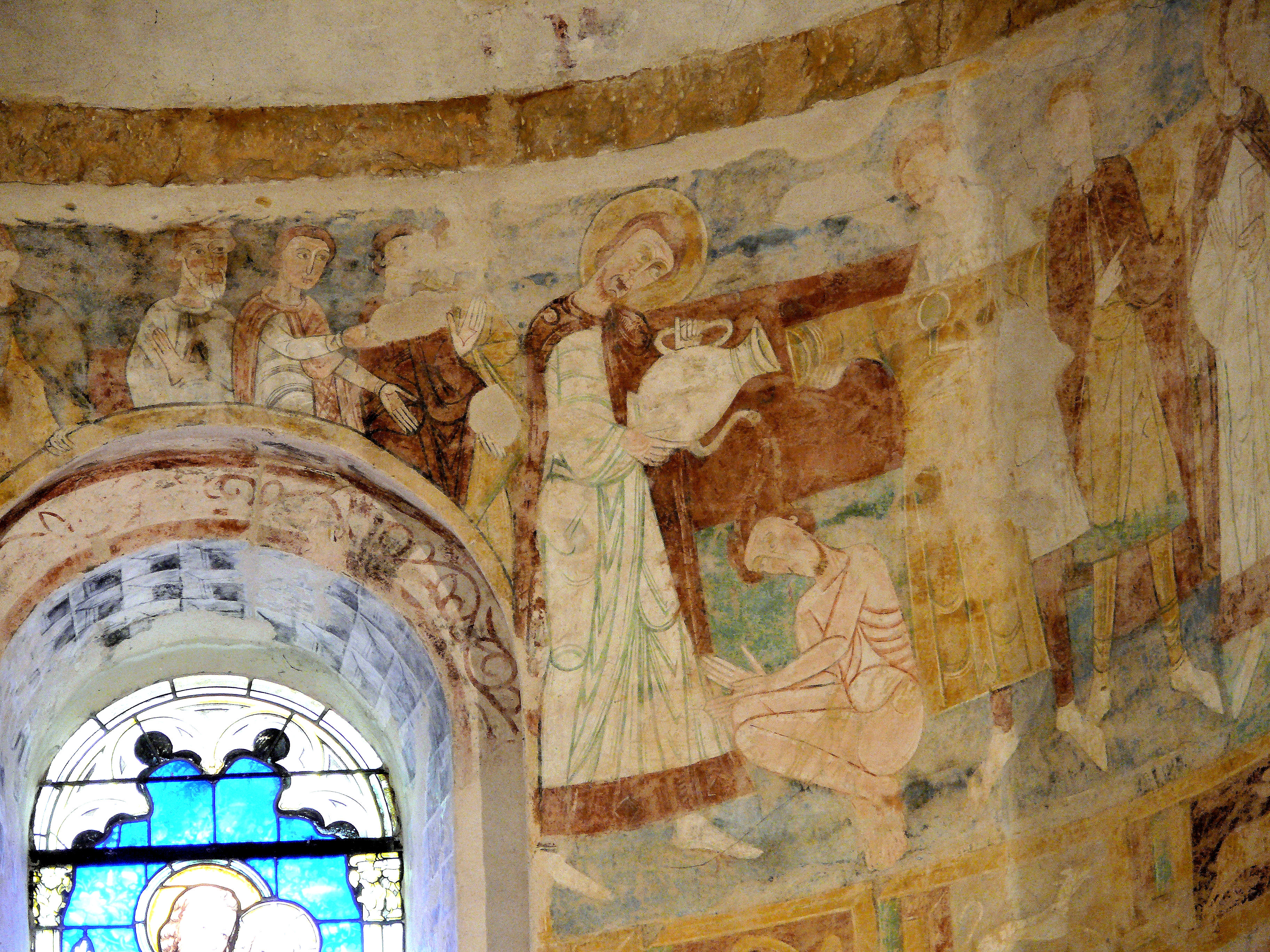
Absidiole nord : Fresque de la vie de saint Laurent : saint Laurent baptise un soldat.
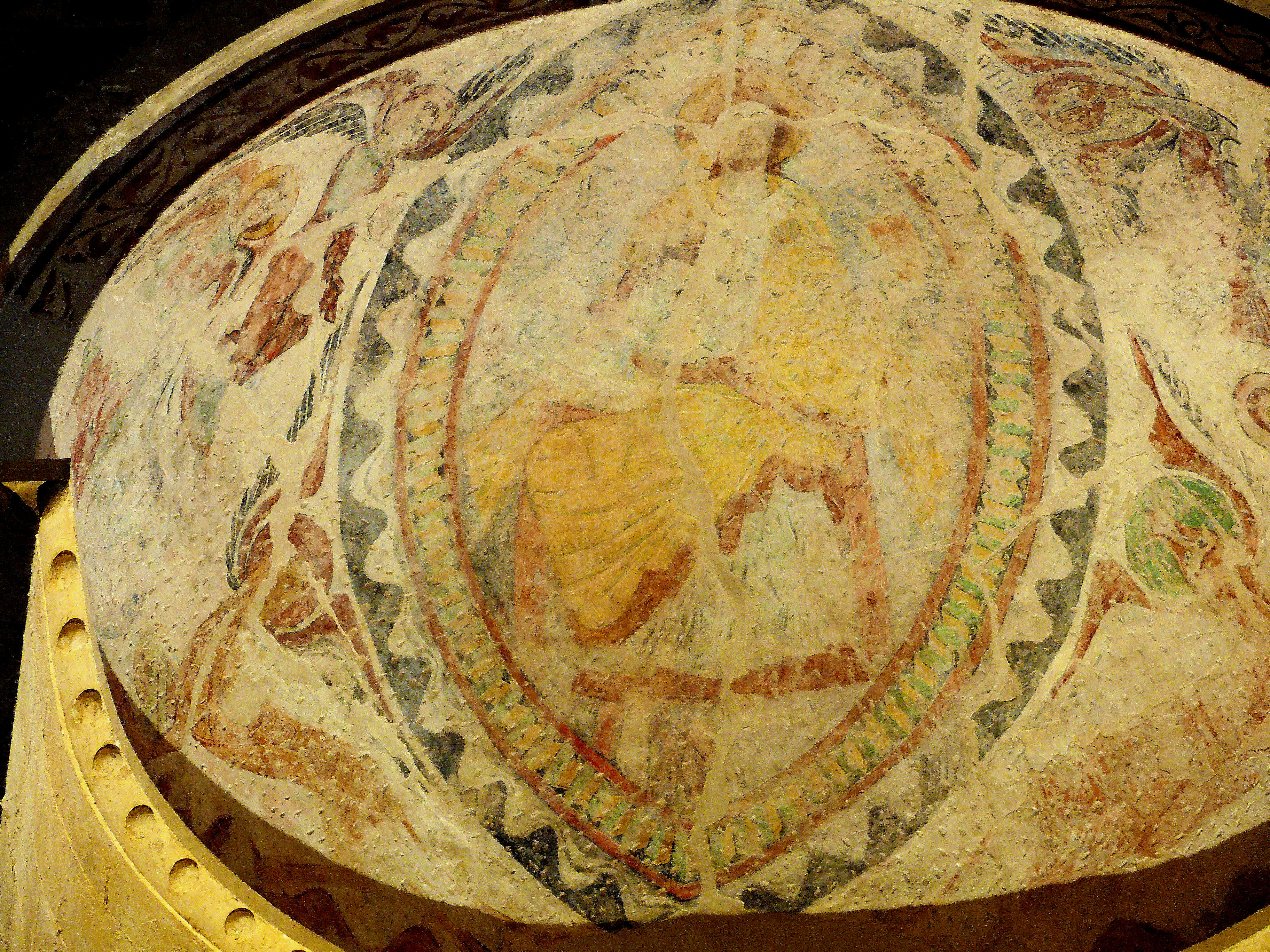
Absidiole sud : Le Christ en majesté dans une mandorle, entouré du tétramorphe

En 1998, le 21 avril, l'église est classée au titre des monuments historiques.
En 2004, des vitraux réalisés par l'atelier Creunier à Albas (Lot) pour la travée occidentale de l'église. Le maître verrier a choisi des thèmes de végétaux en partant de ceux se trouvant dans l'Ecclésiaste et en reprenant la signification donnée par saint Thomas d'Aquin :
- le platane, pour les Vierges,
- le rosier, pour les martyrs,
- l'olivier, pour les confesseurs,
- le palmier pour les apôtres.

## Architecture
L'église, ancienne collégiale, implantée à l'extrémité de la ville, au bord de la route, n'offre vu de l'extérieur, rien qui mérite de retenir a priori l'attention : elle présente un aspect extérieur banal et triste du, hélas, à des restaurations du XIXe siècle qui ont caché les parties anciennes.
L'église avec son clocher-tour de pierres blanches, a été initialement bâtie avec des pierres extraites des carrières de Saint-Griède. Jadis fortifiée, elle en porte encore les traces avec un flanc décapité de ses créneaux (du côté du cloître), conséquence des restaurations de 1889.
L'église fait 42,10 m de long pour une largeur totale de 21,40 m.

### Description générale
L'église comprend trois nefs : vaisseau central et collatéraux. Elles sont prolongées par des absides et absidioles.
Les nefs comprennent trois travées romanes et la travée occidentale ajoutée au XIXe siècle. La nef mesure 28,6 m de long pour 6,4 m de large. Sa voûte a été reconstruite en 1662 en demi-berceau. Elle est supportée par des arcs doubleaux reposant sur des piliers aux chapiteaux sculptés. Des arcs en tiers-point de la fin du XIe siècle séparent la nef des bas-côtés.
Le clocher a été ajouté au XIXe siècle.
Les voûtes ont été refaites au XVIIe siècle.
L'abside comporte deux niveaux séparés par un cordon de billettes (ornementation en forme de petites billes disposées en ligne). Le mur du niveau inférieur de l'abside du chœur a la particularité, rare dans le Sud-Ouest, d'être creusé de cinq niches avec des arcades et des chapiteaux qui ont été restaurés au XIXe siècle. L'arc triomphal de l'entrée de l'abside s'appuie sur des colonnes engagées surmontées de chapiteaux à feuillage. Les chapiteaux représentent : des feuilles d'acanthe;un centaure entre deux cavaliers; Daniel entouré de six lions; des musiciens avec luth, viole et olifant; le Sauveur avec sa tête entourée d'un nimbe crucifère; Jésus sur un esquif avec deux pêcheurs. Leur style est à rapprocher de celui des chapiteaux de collatéraux de la nef de la basilique Saint-Sernin de Toulouse, en 1100 - 1110.
Du côté Nord, une sacristie bâtie au XVIe siècle et voutée sur croisée d'ogives.
Le chevet est très défiguré. On peut, toutefois, admirer quelques modillons sans doute refaits au XIXe siècle: un homme chevauchant un lion; le combat de deux quadrupèdes; un personnage assis; un oiseau de proie tenant un poisson dans ses serres; un griffon; un centaure.

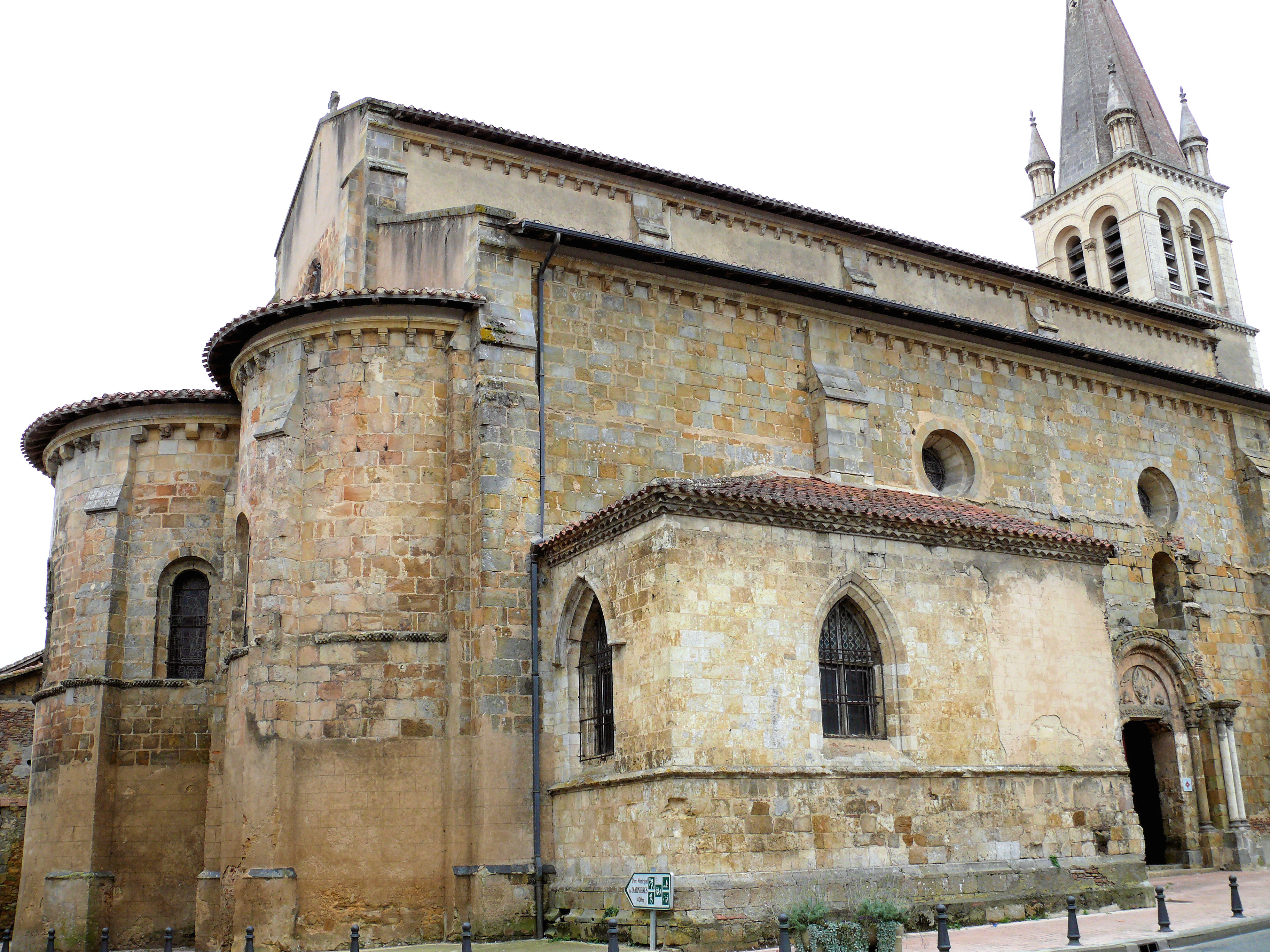
Vue d'ensemble à partir du chevet
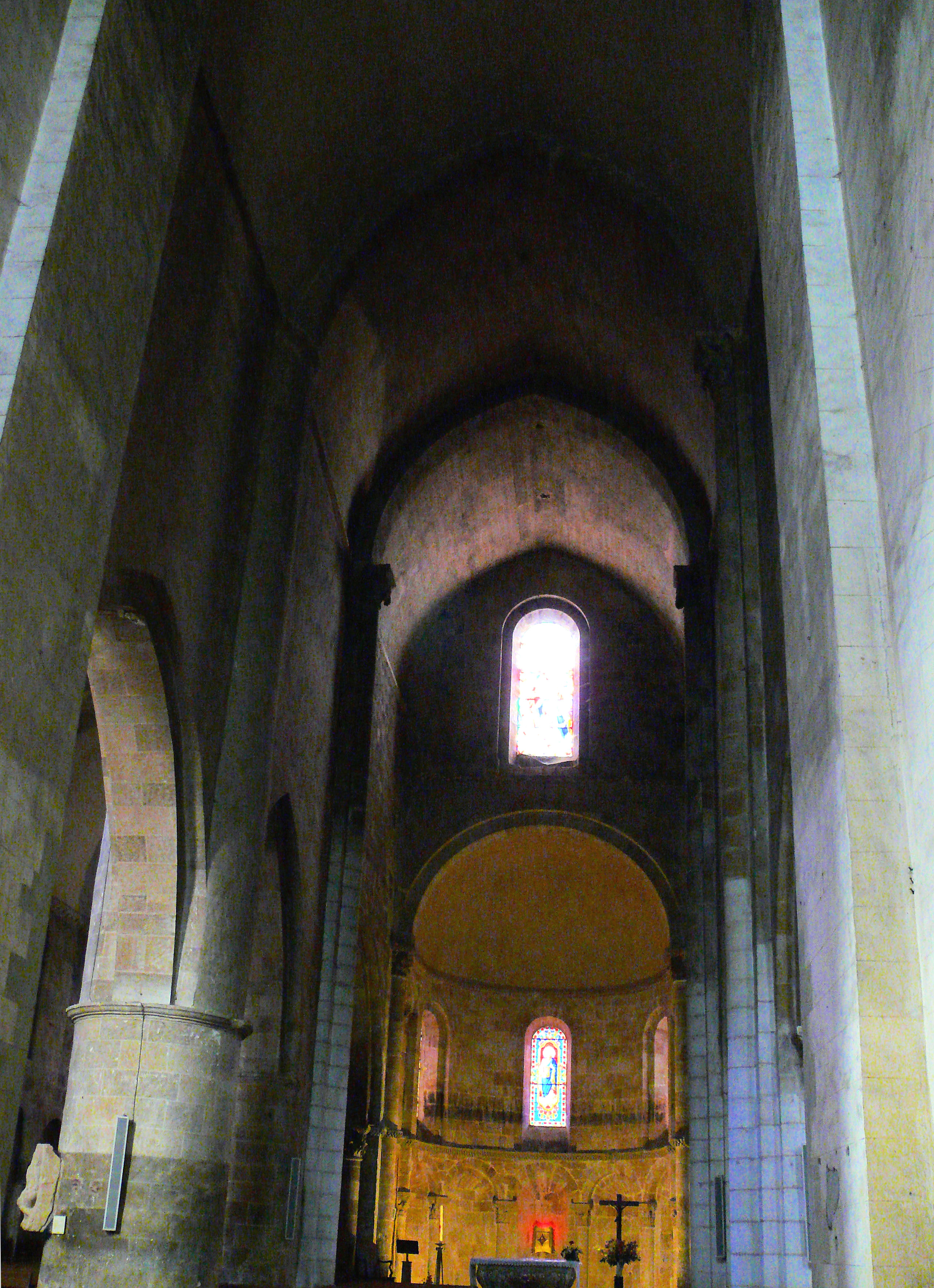
Vaisseau central
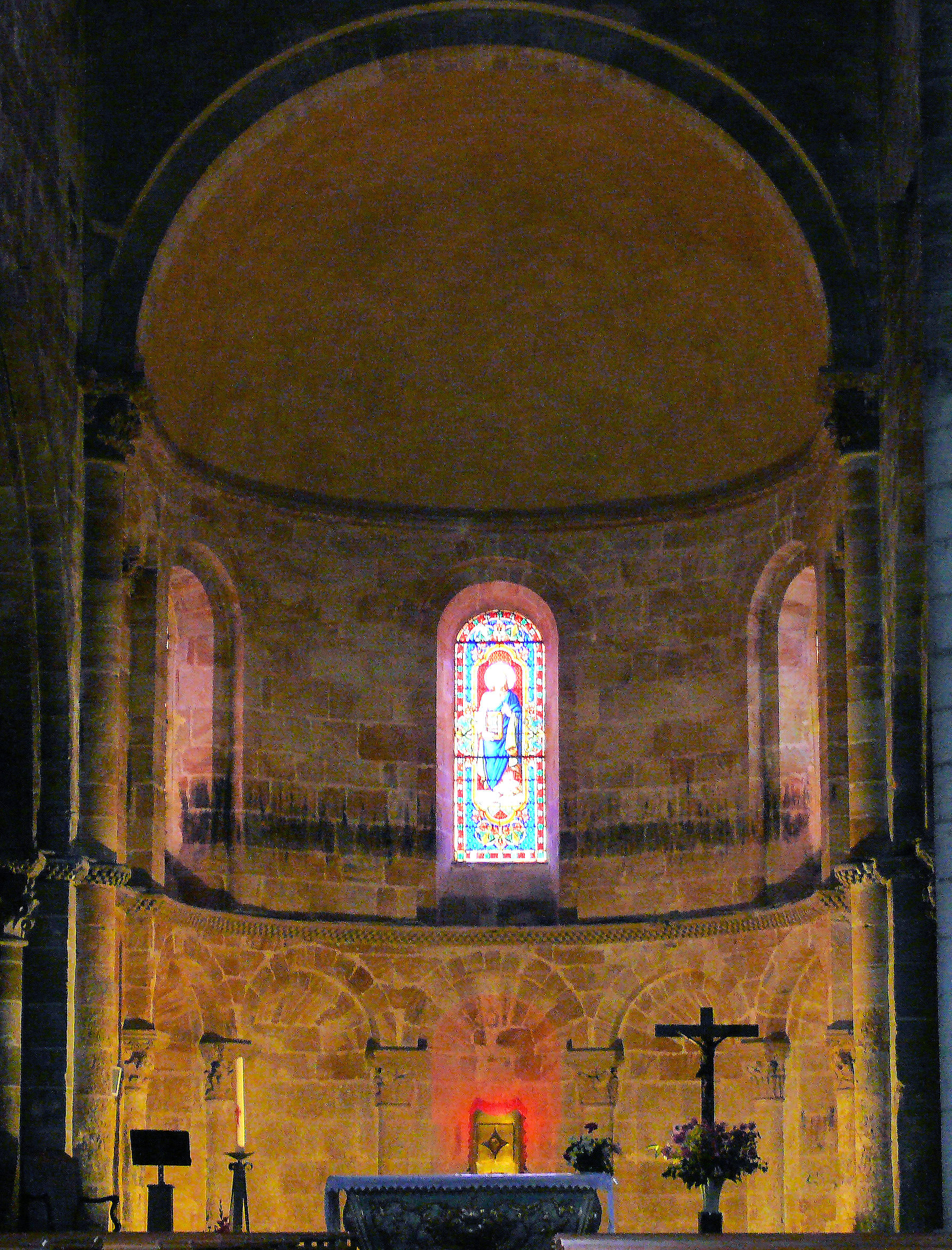
Abside
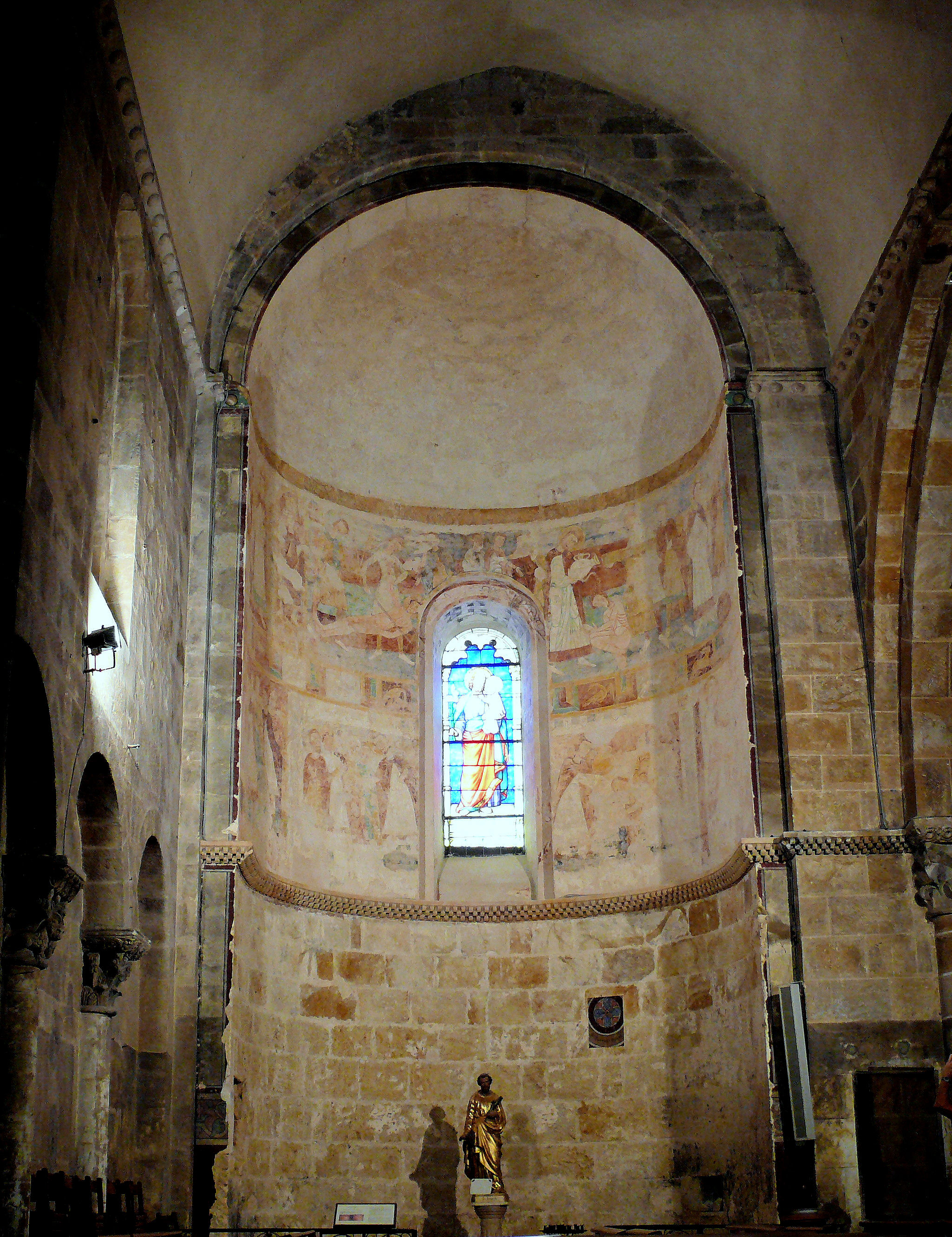
Absidiole nord avec les fresques de la vie de saint Laurent

### Chapiteaux de la nef
Il y a deux types de chapiteaux romans dans la nef :
- des chapiteaux à feuillage :

Ces chapiteaux sont composées de deux rangées de feuilles épaisses recourbées en bec. On peut retrouver ce style de chapiteaux à Vic-Fezensac dans l'ancienne absidiole nord, dans les tribunes de la cathédrale de Saint-Jacques-de-Compostelle.
- des chapiteaux avec animaux et personnages :

Il semble que la transformation se soit faite en remplaçant certaines feuilles par des animaux et des personnages.

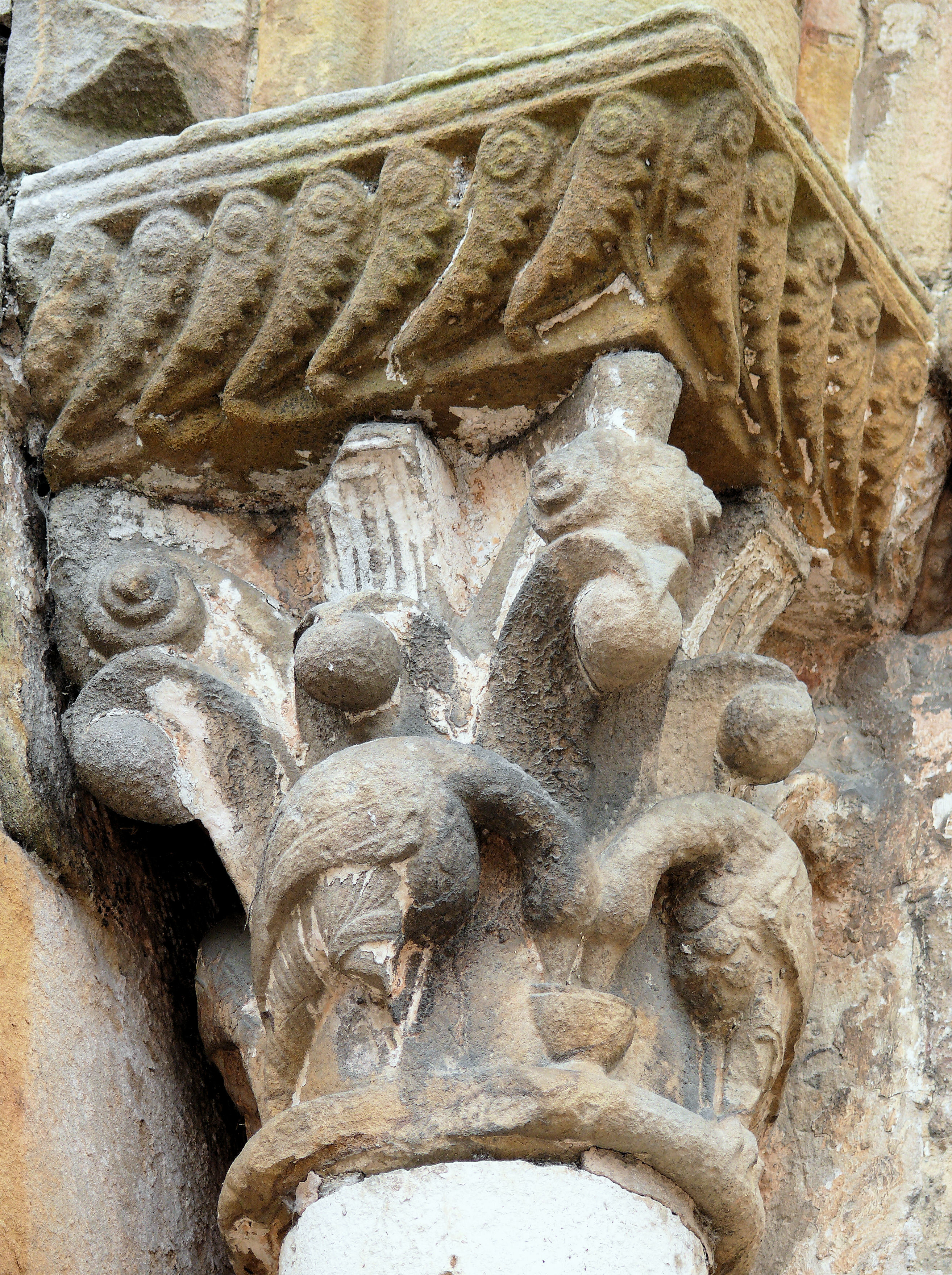
Chapiteau du portail nord : Deux rangées de feuillages avec des colombes affrontées buvant dans un calice au premier niveau
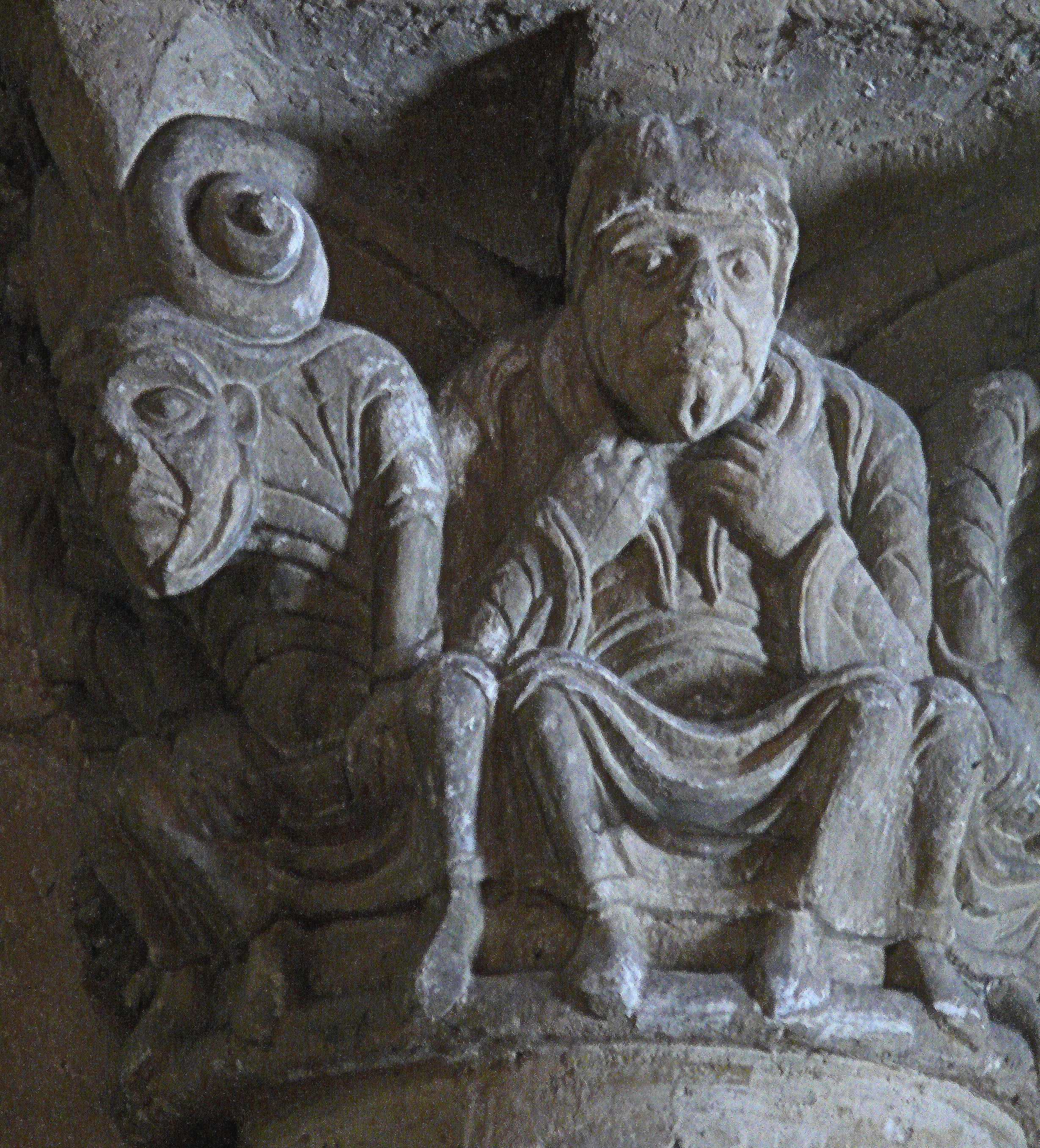
Chapiteau de la nef : des personnages ont été placés au premier rang sous les feuillages

### Portail septentrional

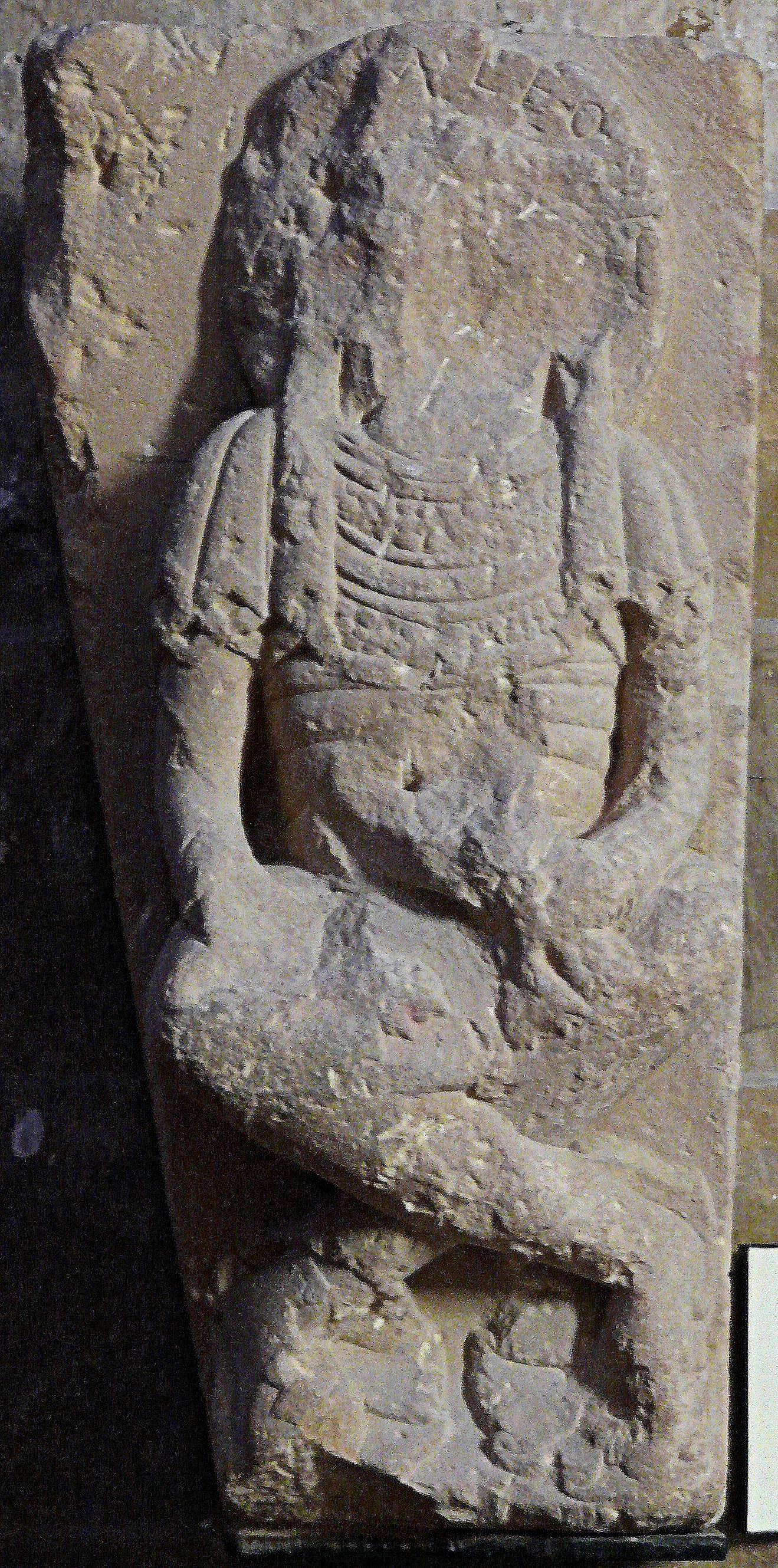
Signum Leonis

C'est le seul reste des portails romans de l'église. Marcel Durliat rapproche les sculptures de celles de la basilique Saint-Sernin de Toulouse, en particulier de celles de l'atelier de Gilabertus. D'autres éléments peuvent être rapprochés de sculptures se retrouvant à Moissac, en Aragon, à Leyre ou à Saint-Jacques-de-Compostelle, ce qui traduit les déplacements des équipes de sculpteurs aux XIe et XIIe siècles.

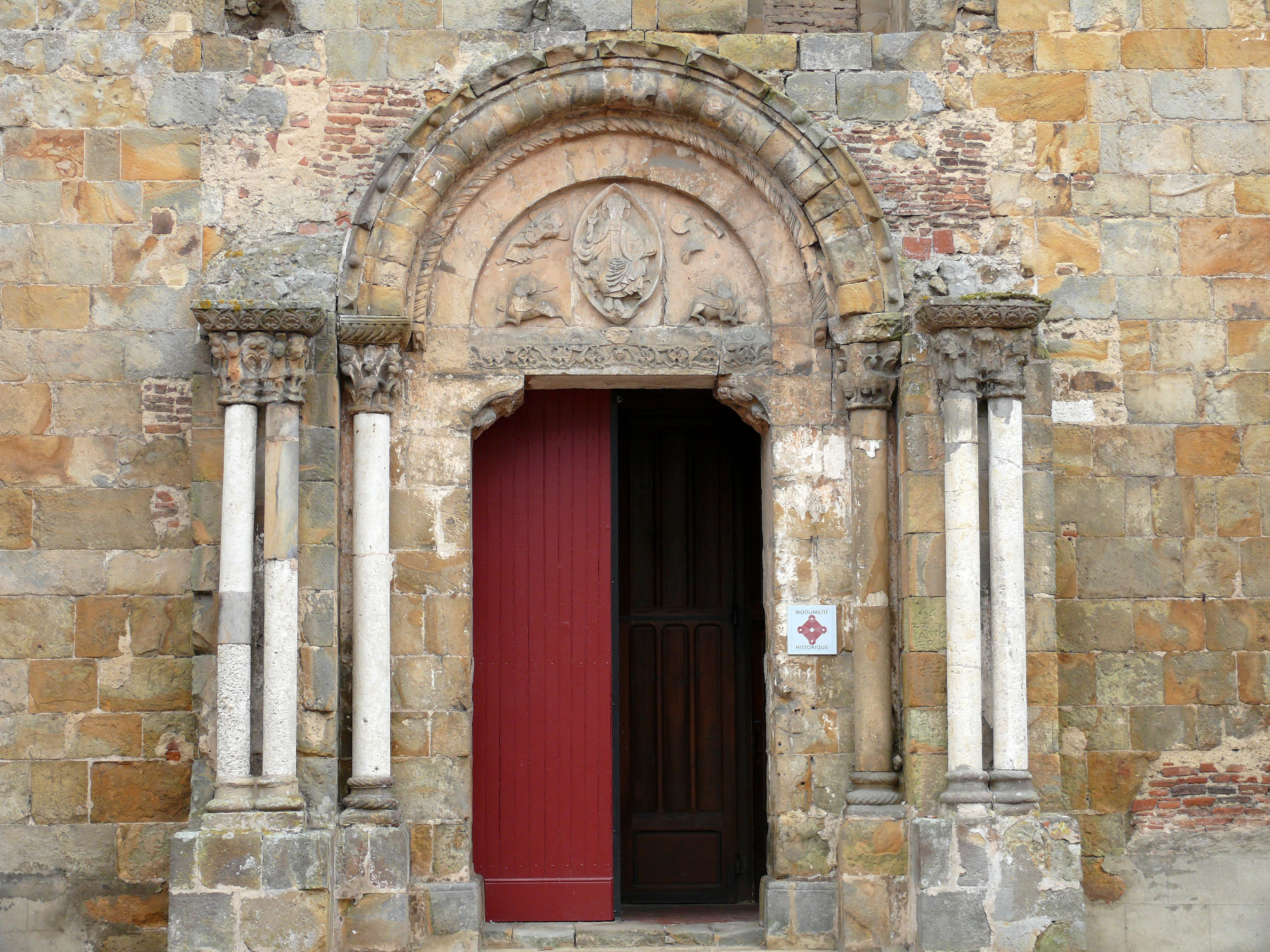
Portail nord
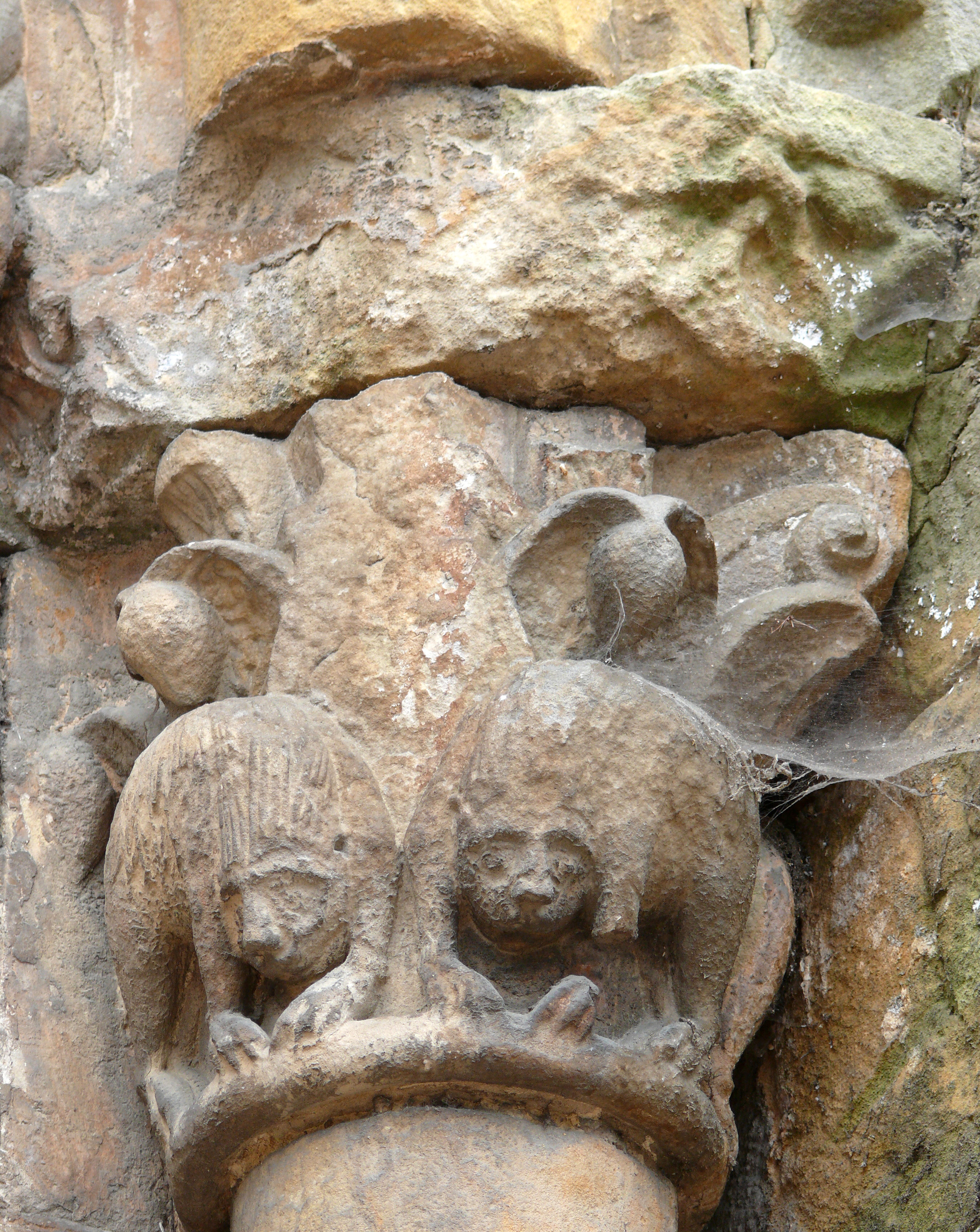
Chapiteau
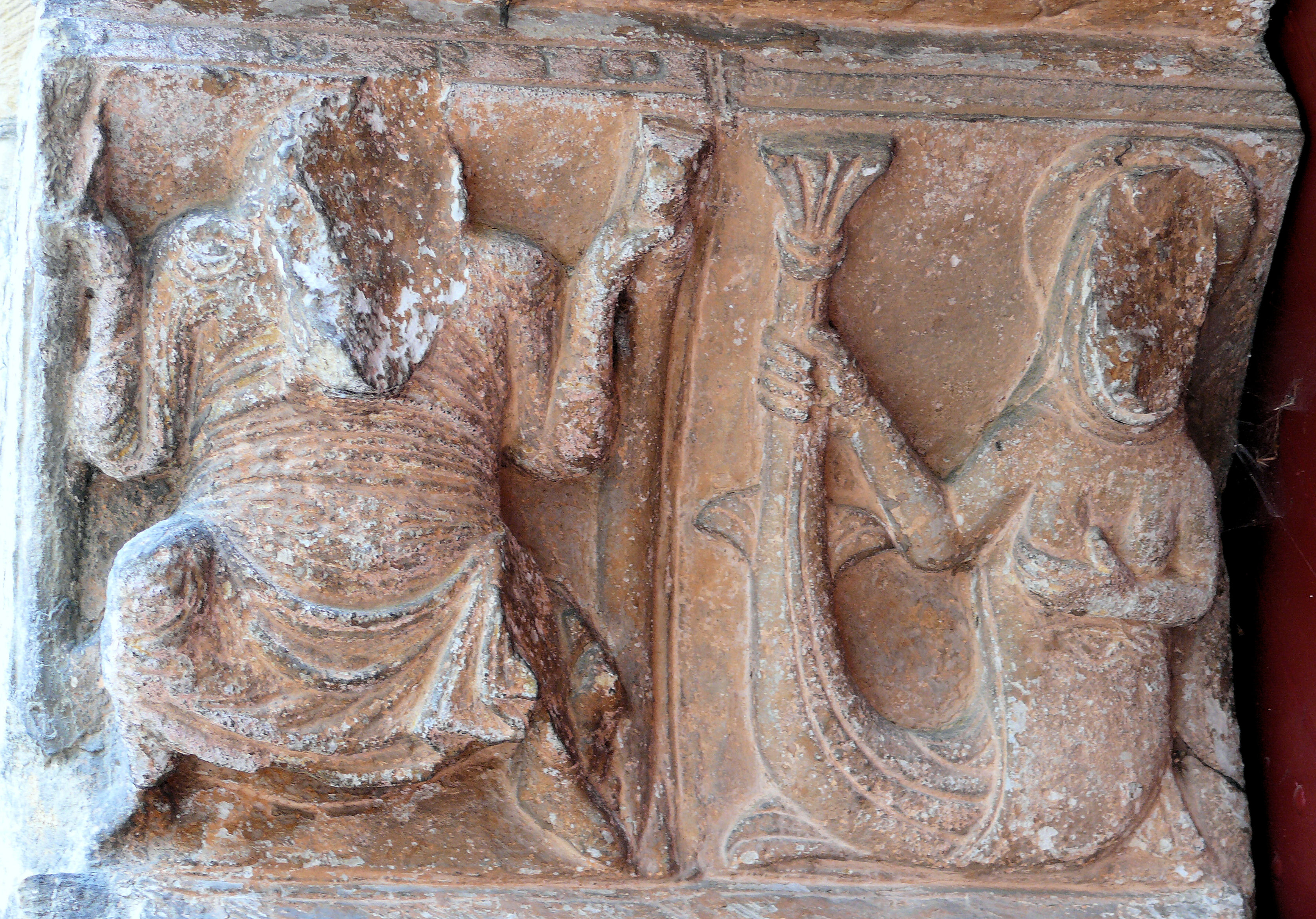
Cul-de-lampe

Le tympan du portail représente un Christ en majesté dans une mandorle. Il est entouré d'un tétramorphe (symboles des Évangélistes). Le Christ, assis, bénit de sa main droite et, de sa main gauche, tient un livre.

### Signum Leonis
En 1954, en faisant des travaux de terrassement pour le réseau de téléphone, a été découverte une sculpture romane de 90 cm de haut. Le texte résiduel a pu la rattacher à la sculpture de "Signum Leonis" se trouvant à la basilique Saint-Sernin de Toulouse.
Elle devait probablement se trouver dans le portail occidental de l'église qui a dû être détruit par les protestants en 1569.

### Cloître
Sur le côté sud de l'église, derrière une pelouse, on trouve, là où se trouvait le cloître, une aile des anciens bâtiments qui servaient de logements aux clercs et aux moines, avec en partie basse l'entrée de la salle capitulaire. Cette décoration montre les relations qu'il devait y avoir entre Nogaro et l'Espagne.
Les sculptures ont dû être partiellement détruites en 1569. Elles ont été presque entièrement refaites au XIXe siècle.

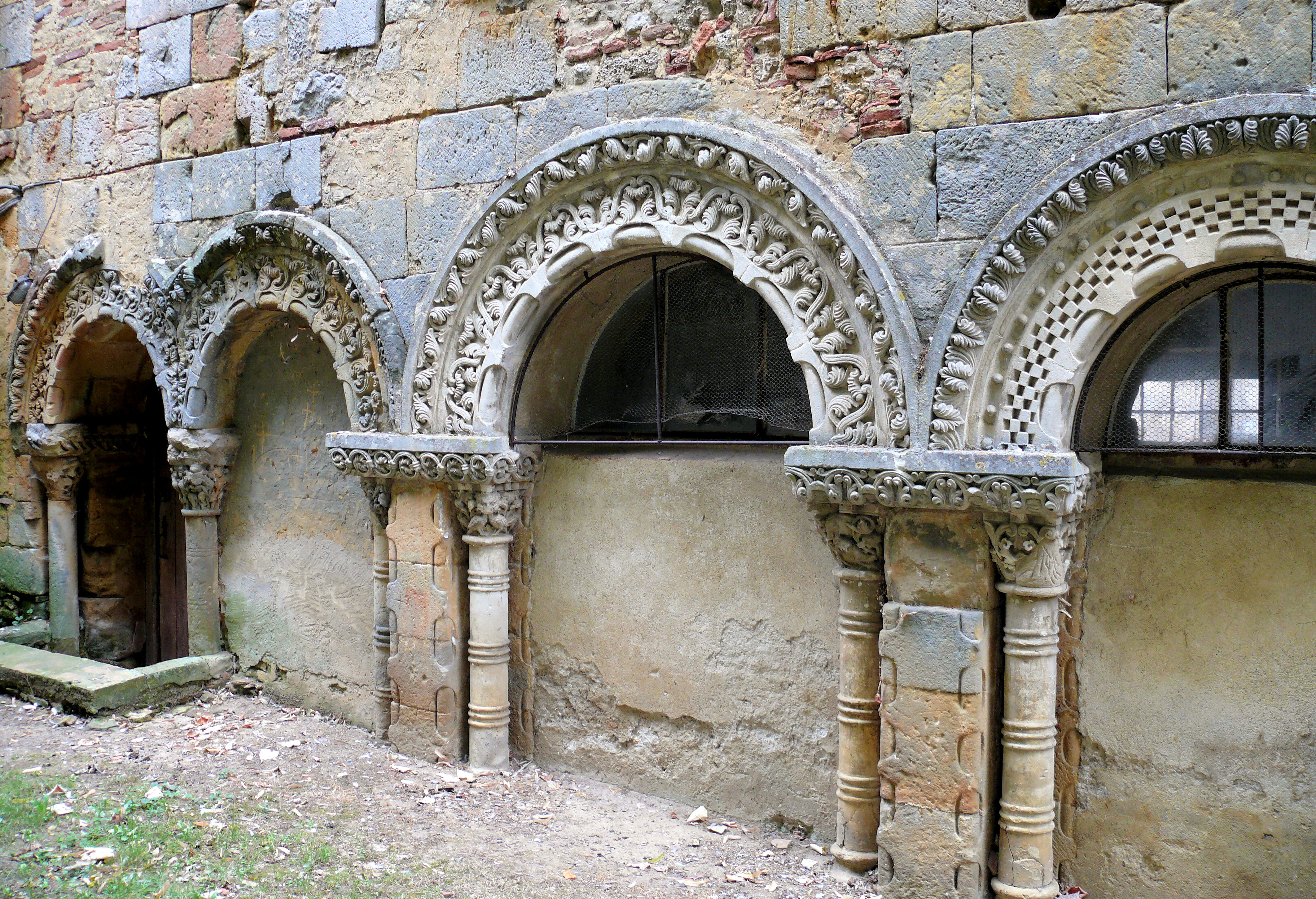
Ancienne entrée de la salle capitulaire
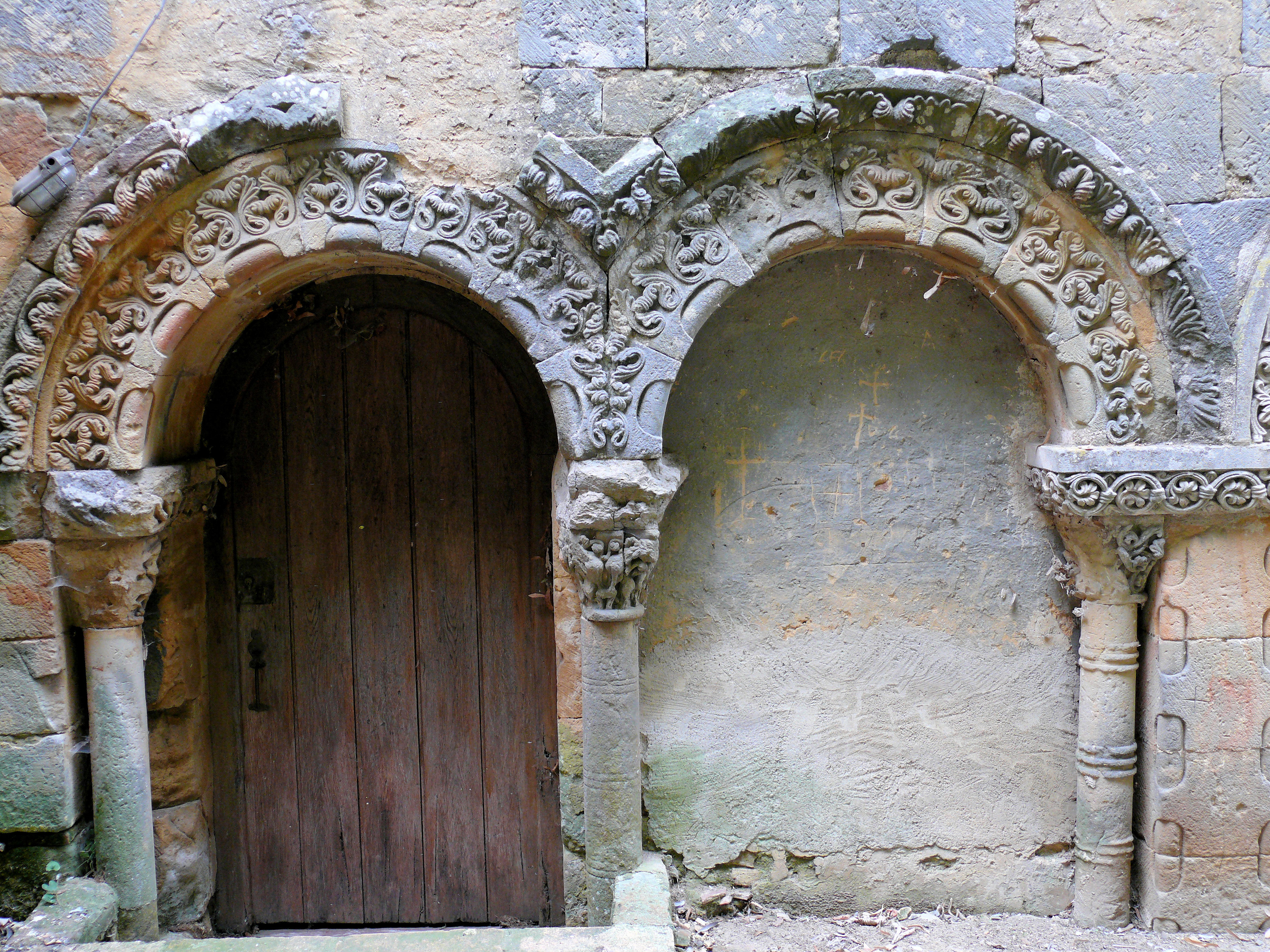
Ancienne entrée de la salle capitulaire

Du cloître, il ne reste que cinq arcades murées : les deux premières sont d'origine et les trois autres ont été restaurées.

## Mobilier
Plusieurs objets (tableaux, plats de quête, etc) sont référencés dans la base Palissy (voir les notices liées).